# Gare d'Arenc-Euroméditerranée
La gare d'Arenc-Euroméditerranée (parfois nommée Marseille-Euroméditerranée lors du projet de création de ce point d'arrêt), est une gare ferroviaire française de la ligne de L'Estaque à Marseille-Saint-Charles, située dans le 2e arrondissement de Marseille, dans le département des Bouches-du-Rhône, en région Provence-Alpes-Côte d'Azur.
Elle est mise en service en 2014 par la Société nationale des chemins de fer français (SNCF) comme halte ferroviaire, desservie par des trains régionaux du réseau TER Provence-Alpes-Côte d'Azur circulant entre Miramas et Marseille-Saint-Charles.

## Situation ferroviaire
Établie à 3 mètres d'altitude, la gare d'Arenc-Euroméditerranée est située au point kilométrique (PK) 859,233 de la ligne de l'Estaque à Marseille-Saint-Charles.
Cette ligne établit une liaison entre les gares de L'Estaque et de Marseille-Saint-Charles, alternative à la ligne de Paris-Lyon à Marseille-Saint-Charles. Arenc-Euroméditerranée est la seule gare ouverte au trafic voyageurs sur cet itinéraire. Elle est séparée de la gare de l'Estaque par celle de Marseille-Maritime-Arenc, réservée aux marchandises.

## Histoire
Projetée dans les années 2000, la halte, parfois nommée Marseille-Euroméditerranée sur les projets ou enquêtes,, ou encore sur certains documents officiels, est d'abord envisagée pour l'horizon 2008[réf. nécessaire]. La concertation publique se déroule du 21 novembre au 9 décembre 2011, l'enquête publique du 2 juillet au 2 août 2013 puis le projet est déclaré d'utilité publique le 15 octobre 2013. La nouvelle gare est inaugurée le 3 février 2014 par les collectivités locales, la SNCF et RFF. Elle est née de la volonté de réaliser un pôle d'échanges TER, Tram et Bus au pied du nouveau siège de la CMA CGM, desservant ainsi le quartier d'affaires Euroméditerranée de Marseille. Le montant de cette création s'élève à 3,2 millions d'euros et est financé par la région à 65 %, par la Communauté urbaine Marseille Provence Métropole à 17 %, par RFF à 14 % et par l'État à 4 %.

## Fréquentation
De 2015 à 2023, selon les estimations de la SNCF, la fréquentation annuelle de la gare s'élève aux nombres indiqués dans le tableau ci-dessous.
| Année     | 2015   | 2016   | 2017   | 2018   | 2019   | 2020   | 2021   | 2022   | 2023   |
| --------- | ------ | ------ | ------ | ------ | ------ | ------ | ------ | ------ | ------ |
| Voyageurs | 20 319 | 15 652 | 19 702 | 42 045 | 56 897 | 35 506 | 47 457 | 68 184 | 72 833 |

## Service des voyageurs

### Accueil
La halte d'Arenc-Euroméditerranée, établie en tranchée, est accessible depuis le boulevard Mirabeau et depuis la rue Jean-Gaspard-Vence par un escalier, et depuis le pied de la tour CMA CGM par une rampe permettant l'accès des personnes à mobilité réduite. Au niveau surface de l'accès Mirabeau se trouve un distributeur de billets régionaux. La gare dispose d'écrans d'affichages et d'annonces sonores.

### Desserte

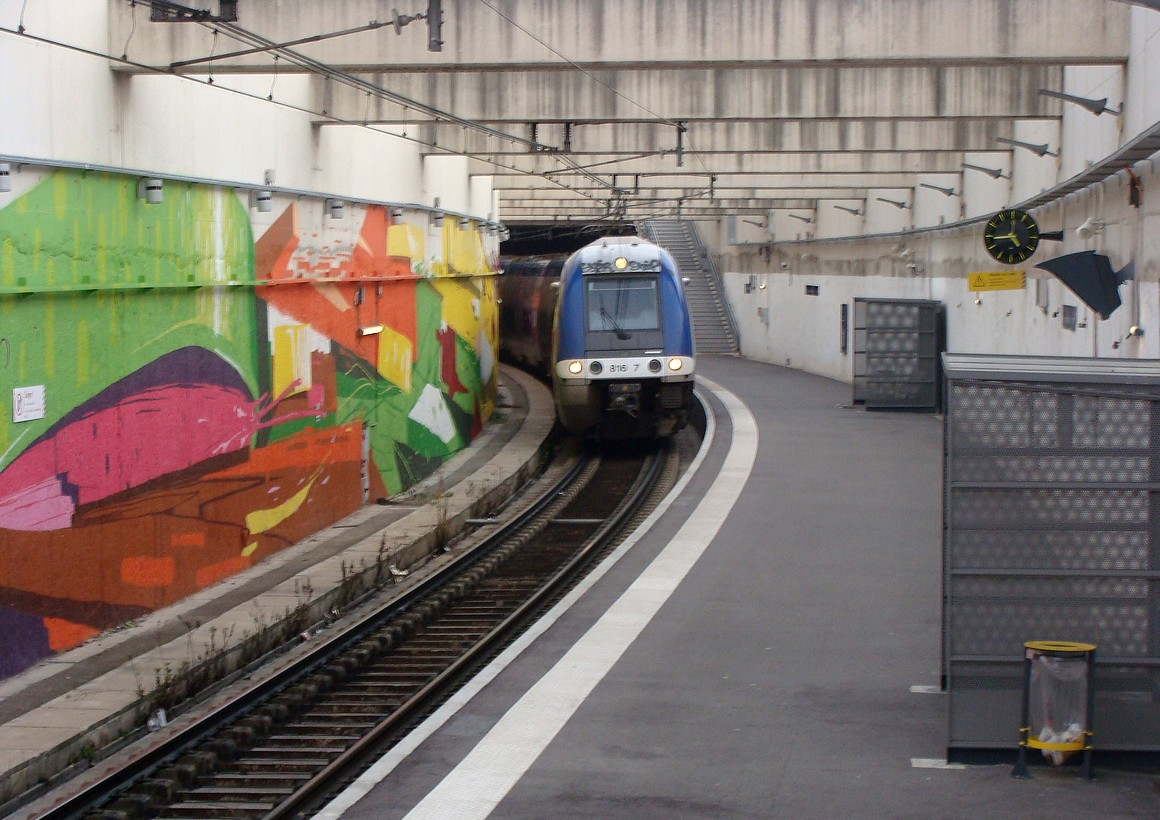
Un TER entre en gare.

La gare est desservie chaque jour par des TER Provence-Alpes-Côte d'Azur assurant la liaison entre Marseille-Saint-Charles et Miramas via Port-de-Bouc ou via Vitrolles-Aéroport Marseille-Provence. Certaines missions continuent vers ou sont en provenance de la gare d'Avignon-Centre ou de la gare d'Avignon TGV.

### Intermodalité
La gare est située au terminus des lignes 2 et 3 du tramway de Marseille, et est en outre desservie par les lignes de bus 35, 70, 72 et 83 de la RTM. Par ailleurs, elle est le terminus urbain de plusieurs lignes départementales « lecar » (33, 34, 36 et 49).
À ses abords, sont installés un parking (géré par Indigo) et des arceaux pour vélos.